# أمريكا المفتوحة 1998 (كرة مضرب)
قائمة بالأبطال في بطولة 1998 أمريكا المفتوحة:

## الكبار

### فردي رجال
باتريك رافتر هزم  مارك فيلوسيس ، 6-3, 3-6, 6-2, 6-0

### فردي سيدات
ليندسي دافنبورت هزم  مارتينا هينغيز ، 6-3, 7-5

## الشباب

### فردي أولاد
ديفيد نالبانديان هزم  روجيه فيدرير ، 6-3, 7-5

### فردي بنات
يلينا دوكيتش هزم  كاترينا سريبوتنيك ، 6-4, 6-2